# Café Barrikade
Das Café Barrikade, auch Bar-rikade, war ein Café, linker Szenetreff und Veranstaltungsort im Berliner Ortsteil Gesundbrunnen. Das Café wurde am 2. Juni 1978 als linkes Kneipenkollektiv gegründet, von dem eine typische Berliner Eckkneipe übernommen worden war. Seitdem wechselten die Besitzer mehrmals. Die neuen Besitzer stammten jedoch stets aus den Kreisen der Stammgäste. Seit 2003 trug ein gemeinnütziger Verein das Café. Ab Juni 2016 befand sich das Café Barrikade in der Martin-Opitz-Straße 23, inzwischen ist es für immer geschlossen.
Seine Inneneinrichtung wurde durch die verschiedenen Kollektive und Eigentümer kaum verändert, so dass das Café auch 2016 immer noch aussah wie eine West-Berliner Eckkneipe der 1970er.
In der Buttmannstraße, in der sich auch das Café befand, wurden 1981 drei Häuser besetzt. Das Café wurde schnell zum Treffpunkt der Hausbesetzerszene, es diente aber auch als Veranstaltungsort. So trat regelmäßig der Künstler Nikki Sudden hier auf, und der Legende nach schrieb Rio Reiser den Text für den Rauch-Haus-Song im Café. Jahre später veranstaltete hier der deutsche Autor Thilo Bock monatlich mit einem Gast seine Lesebühne „Dichter als Goethe“.
Das Café Barrikade war das Vorbild für das Schwarze Café in Wien, auch eine feste Institution der Wiener Szene.